# العلاقات الرواندية النيكاراغوية
العلاقات الرواندية النيكاراغوية هي العلاقات الثنائية التي تجمع بين رواندا ونيكاراغوا.

## مقارنة بين البلدين
هذه مقارنة عامة ومرجعية للدولتين:
| وجه المقارنة                                              | رواندا                                        | نيكاراغوا        |
| --------------------------------------------------------- | --------------------------------------------- | ---------------- |
| المساحة (كم2)                                             | 26.34 ألف                                     | 130.38 ألف       |
| عدد السكان (نسمة)                                         | 12.21 مليون                                   | 6.22 مليون       |
| الكثافة السكانية (ن./كم²)                                 | 463.55                                        | 47.71            |
| العاصمة                                                   | كيغالي                                        | ماناغوا          |
| اللغة الرسمية                                             | اللغة الكينيارواندا، لغة إنجليزية، لغة فرنسية | اللغة الإسبانية  |
| العملة                                                    | فرنك رواندي                                   | كوردبا نيكاراغوا |
| الناتج المحلي الإجمالي (بليون دولار)                      | 9.14 مليار                                    | 13.81 مليار      |
| الناتج المحلي الإجمالي (تعادل القوة الشرائية) بليون دولار | 20.46 مليار                                   | 31.63 مليار      |
| الناتج المحلي الإجمالي الاسمي للفرد دولار أمريكي          | 697                                           | 2.09 ألف         |
| الناتج المحلي الإجمالي للفرد دولار أمريكي                 | 1.66 ألف                                      | 4.92 ألف         |
| مؤشر التنمية البشرية                                      | 0.483                                         | 0.631            |
| رمز المكالمات الدولي                                      | +250                                          | +505             |
| رمز الإنترنت                                              | .rw                                           | .ni              |
| المنطقة الزمنية                                           | ت ع م+02:00                                   | 00               |

## منظمات دولية مشتركة
يشترك البلدان في عضوية مجموعة من المنظمات الدولية، منها:
| علم المنظمة | اسم المنظمة                               | تاريخ انضمام رواندا | تاريخ انضمام نيكاراغوا |
| ----------- | ----------------------------------------- | ------------------- | ---------------------- |
|             | مؤسسة التنمية الدولية                     | 30 سبتمبر 1963      | 30 ديسمبر 1960         |
|             | يونسكو                                    | 7 نوفمبر 1962       | 22 فبراير 1952         |
|             | وكالة ضمان الاستثمار متعدد الأطراف        | 27 سبتمبر 2002      | 12 يونيو 1992          |
|             | الأمم المتحدة                             | 18 سبتمبر 1962      | 24 أكتوبر 1945         |
|             | الاتحاد البريدي العالمي                   | ?                   | ?                      |
|             | البنك الدولي للإنشاء والتعمير             | 30 سبتمبر 1963      | 14 مارس 1946           |
|             | الاتحاد الدولي للاتصالات                  | 12 ديسمبر 1962      | 12 مايو 1926           |
|             | منظمة حظر الأسلحة الكيميائية              | ?                   | ?                      |
|             | مؤسسة التمويل الدولية                     | 6 نوفمبر 1975       | 20 يوليو 1956          |
|             | المركز الدولي لتسوية المنازعات الاستشارية | 14 نوفمبر 1979      | 19 أبريل 1995          |
|             | منظمة التجارة العالمية                    | ?                   | ?                      |
|             | منظمة الشرطة الجنائية الدولية             | ?                   | ?                      |

## وصلات خارجية
- موقع وزارة الخارجية الرواندية
- موقع وزارة الخارجية النيكاراغوية